# Evgheni Pațula
Evgheni sau Evghenie Pațula (în rusă Евге́ний Пацу́ла; n. 19 martie 1983, Tiraspol, RSS Moldovenească) este un fost fotbalist din Republica Moldova, care a jucat pe poziția de atacant. Cea mai mare parte a carierei sale a petrecut-o la clubul Sheriff Tiraspol. A jucat 8 meciuri pentru echipa națională de fotbal a Moldovei, marcând un gol și a fost considerat drept unul din cei promițători și de perspectivă jucători de fotbal moldoveni, dar și-a încheiat cariera prematur la vârsta de 23 de ani, din cauza drogurilor.

## Viața și cariera
Evgheni s-a născut pe 19 martie 1983 în Tiraspol, RSS Moldovenească. În copilărie a locuit împreună cu părinții în condiții modeste într-un apartament cu o odaie în cartierul Vara din Tiraspol.
La vârsta de 8 ani s-a înscris în secția de fotbal a „Școlii sportive de rezerve olimpice pentru copii și juniori” din Tiraspol (СДЮШОР). Primul său antrenor a fost Valeri Petrovici Vasiliev. La vârsta de 14 ani, Evgheni Pațula a ajuns în componența echipelor de juniori ale lui Sheriff Tiraspol, iar în martie 1998 a semnat deja un contract profesionist cu clubul, care a fost valabil până la vârsta de majorat (18 ani) a lui Evgheni. La 15 ani a debutat pentru FC Sheriff-2 Tiraspol în Divizia „B”, într-un meci câștigat la scor, în care a marcat din penalty. Pe 19 martie 2000, în ziua când a împlinit 17 ani, Evgheni a debutat în Divizia Națională pentru Sheriff, în sezonul 1999-2000. Spre sfârșitul anului avea să-și „câștige” locul de titular în echipă, sub conducerea antrenorului Ivan Danilianț. Atunci a jucat (tot ca titular) în dubla manșă cu Olimpija Ljubljana, în cadrul preliminariilor Cupei UEFA (în rezultatul acelor meciuri Sheriff fiind eliminată din competiție).
Apoi a fost convocat la naționala olimpică (U-23) a Moldovei, iar la vârsta de 18 ani, Alexandru Spiridon la convocat la naționala de seniori. A debutat pentru naționala Moldovei în data de 27 martie 2002, într-un meci amical contra naționalei Ungariei, jucat la Chișinău. Unicul său gol pentru echipa națională l-a marcat pe 20 noiembrie 2002, într-un alt meci amical cu aceeași națională a Ungariei. În total, Pațula a jucat 8 meciuri pentru Moldova (în 2002 și 2003), trei dintre care fiind în cadrul campaniei preliminare pentru Campionatul European de Fotbal din 2004.
Pentru Sheriff a jucat timp de 4 sezoane, în trei din care a devenit campion național, de două ori a câștigat Cupa Moldovei, iar în 2003 a câștigat Cupa CSI – turneu la care Pațula a jucat în toate 6 meciuri ale echipei, marcând un gol. Sheriff a avut o ofertă pentru el de la clubul rus Șinnik Iaroslavl, fiind și în vizorul cluburilor Borussia Dortmund (Germania) și Lokomotiv Moscova (Rusia).
Sezonul 2003-2004 l-a petrecut la clubul FC Tiraspol, pentru care a jucat în 9 meciuri, marcând un gol. În 2004 Evgheni a dispărut fără urmă și s-a apărut informația falsă că el ar fi murit. Într-un interviu din 2016 el spunea că în această perioadă a fost la tratament la Moscova timp de un an. A reapărut peste un an și a reușit să mai joace ceva timp în eșalonul superior din Moldova pentru echipa Dinamo Bender, după care, la vârsta de 23 de ani și-a încheiat definitiv cariera de fotbalist. După aceasta, pentru comiterea unui jaf cu extorcare, Evgheni a fost condamnat la 3 ani și jumătate de închisoare, dar el a reușit să fugă la Moscova, unde s-a ascuns timp de cinci ani. Pe 2 mai 2011 acesta s-a reîntors acasă, iar a doua zi a fost arestat. A stat în detenție doar doi ani și jumătate, fiind eliberat înainte de termen pentru purtare exemplară.

## Palmares
- Divizia Națională (3): 2000-2001, 2001-2002, 2002-2003
- Cupa Moldovei (2): 2001, 2002
- Cupa CSI (1): 2003